# Кабаши (племе)
Кабаши су данас албанско племе сјеверне Албаније и Косова и Метохије као и назив за село у Албанији.
Иван Јастребов је описујући Манастир Свети Марко Коришки и Манастир Свете Тројице у Мушутишту писао и том племену, јер су Кабаши живјели у том крају. Пишући о манастиру Св. Марка записао је да је он смјештен на пола пута између Корише и цркве Св. Петра Коришког. На страни гдје је манастир и на супротној страни, крајем 18. вијека су се населили Арнаути из латинског племена Кабаш, које се налази у Дукађину — у Ибалу. Доласком су прешли на ислам. Велике муке су задавали тадашњем игуману захваљујући којем манастир није претворен у џамију. Кабаши ту нису имали своје богомоље па су са завишћу гледали на храм Св. Марка. 1879. траже да се манастир претвори у текију за њих. То им није пошло за руком. Док је раније манастир био пуст служио им је као стаја за овце и козе. Игуман Авксентије је имао умјеће општења са Арнаутима због чега су га ови поштовали и поносили се што је манастор Св. Марко сачуван њиховом милошћу.
Манастир Свете Тројице у Мушутишту је крајем двадесетих година 19. вијека имао монаха Исаију који је живјео у колибици од прућа. Да га није било, мјесто би било продато Арнаутину (Хусеин Зекир) из племена Кабаша, житељу села Грековца и ту би у доба Јастребова било арнаутско село. Настојањима јеромонаха Дионисија, управа није продала то мјесто Кабашанину. Тражено је 500 пијастера. Пошто Кабашанин није имао толико новца, мјесто остаје оцу Дионисиј који тражи дозволу за обнову, али га је прије свега осигурао везавши га за манастор Св. Марка. Издејствовао је од Махмун-паше Рошља манастирско мјесто за себе и обновио га је 1836. године.
Јастребов спомиње и село Кабаши у Албанији у којем су му показивали узвишење по имену Бериша, убјеђујући га да су и тада тамо очуване рушевине цркве пророка Јеремије (Киша Јеремис). Једна старица му је причала да је у стара времена био обичај да се 1. маја (на дан Светог Пророка Јеремије, по јулијанском календару) тамо одлазило на богомољу са церемонијама. Тада је већ омладина прекинула тај обичај. Јастребов помиње да су се неки Кабаши, из села Кабаши, прселили у Призренски срез. Од тог племена се образовало село близу Калвина у Горњем Дукађину испод планине Корабе. Сви Кабашани су били хришани, тек недавно од Јастребовог времена су се потурчили, прије највише 0 година од када је то писао, у Дукађину, а овдашњи прије више од 100 година, чим су се преселили.